# Should Be Higher
„Should Be Higher“ je píseň britské elektronické hudební skupiny Depeche Mode z jejich 13. studiového alba Delta Machine z roku 2013. Tento song, který se později stal 55. singlem skupiny, napsali Martin L. Gore, Dave Gahan a také Kurt Uenala společně. Oficiálně se uvádí, že píseň napsali pouze Gahan a Uenala, ale tato informace je nepravdivá. Píseň byla po singlech „Heaven“ a „Soothe My Soul“ vydána jako třetí singl tohoto alba 11. října 2013 v Německu a střední Evropě, 14. 10. ve Velké Británii a 15. 10 ve zbytku světa včetně USA. Video pro tuto píseň v živé verzi režíroval Anton Corbijn, chtěl tak napodobit videoklip k „World in my Eyes“, který je také natočen v živé verzi. Klip k „Should Be Higher“ je směsicí záběrů z vystoupení v Berlíně, Lipsku a Mnichově během The Delta Machine Tour. Video mělo premiéru na Vevo 22. srpna 2013. O písni se tvrdí, že je největším hitem nové desky. Nahrávání této skladby probíhalo nejpravděpodobněji v období březen až říjen 2012 ve studiu buď v Santa Barbaře, v soukromém studiu skupiny, nebo v New Yourku v Jungle City Studiu. Při hraní této skladby využívá skupina mimo jiné hudební nástroj Access Virus Ti Keyboard.
Ve Velké Británii získala píseň 81. místo v hudebním žebříčku.

## Seznam skladeb
CD singl
1. „Should Be Higher (Radio Mix)“ – 3:29
2. „Should Be Higher (Little Vampire Remix Single Edit)“ – 3:59

CD maxi singl
1. „Should Be Higher (Jim Sclavunos from Grinderman Remix)“ – 4:11
2. „Should Be Higher (Little Vampire Remix)“ – 5:30
3. „Should Be Higher (MAPS Remix)“ – 5:42
4. „Should Be Higher (Jim Jones Revue Remix)“ – 5:15
5. „Should Be Higher (Radio Mix)“ – 3:29

12" vinylový singl
1. „Should Be Higher (Truss Remix)“ – 6:21
2. „Should Be Higher (MPIA3 Definition)“ – 5:43
3. „Should Be Higher (Koen Groenveveld Massive Remix)“ – 6:29
4. „Should Be Higher (Pangaea Dub Remix)“ – 4:09
5. „Should Be Higher (Uberzone Remix)“ – 4:51
6. „Should Be Higher (DJMREX Remix)“ – 6:10